# Холцкирхен (Доња Франконија)
Холцкирхен (њем. Holzkirchen) општина је у њемачкој савезној држави Баварска. Једно је од 52 општинска средишта округа Вирцбург. Према процјени из 2010. у општини је живјело 937 становника. Посједује регионалну шифру (AGS) 9679149.

## Географски и демографски подаци
Холцкирхен се налази у савезној држави Баварска у округу Вирцбург. Општина се налази на надморској висини од 198 метара. Површина општине износи 8,4 km². У самом мјесту је, према процјени из 2010. године, живјело 937 становника. Просјечна густина становништва износи 111 становника/km².

## Међународна сарадња
| Мјесто | Држава    | Врста сарадње | Од    |
| ------ | --------- | ------------- | ----- |
|        | Француска | пријатељство  | 1977. |
| Извор  |           |               |       |